# Amara (Núbia)
Amara fou una ciutat de Núbia a uns 20 km al sud de Semna, que vers el 1500 aC fou residència dels virreis de Kus. Sembla que va substituir Soleb com a capital de la província egípcia de l'Alta Núbia mentre que la ciutat d'Aniba era la capital de la Baixa Núbia. Tenia un temple de pedra que fou excavat entre 1938 i 1948. El virrei Amenemope (vers 1279 aC) va gravar allí una estela en honor del faraó Seti I.